# ザ☆スター
『ザ☆スター』とは、NHK衛星第2テレビジョンとNHK衛星ハイビジョンで放送しているバラエティ番組である。

## 概要
毎回1人のスター（歌手・スポーツ選手など）をスタジオに招き、スターの人となりや、これまでの人生などをキーワードを元にVTRで紹介しながら、トークを繰り広げ、ライブやショーをしてもらう。
スタジオにはスターに縁ある芸能人などが登場するのも特徴。

## 放送日時
NHK-BS2
- 土曜日 20:00-22:00

NHK-BShi
- 金曜日 20:00-22:00

BShiは先行放送である。

## 司会
- 真矢みき（パイロット版、第1回～第7回）
- 別所哲也（第8回～）
- 佐藤夕美子（第8回～）
- 永井伸一アナウンサー（パイロット版、第1回～）

## スター（ゲスト）
パイロット版（番組たまご）
1. 谷村新司（2010年1月30日 BS2）

2010年度
1. 萩本欽一（2010年4月2日・3日）
2. 松平健（2010年4月9日・10日）
3. 綾戸智恵（2010年4月16日・17日）
4. 山本寛斎（2010年5月7日・8日）
5. 野村克也（2010年5月14日・15日）
6. 八代亜紀（2010年5月21日・22日）
7. 野村萬斎（2010年5月28日・29日）
8. 南こうせつ（2010年6月12日・13日）
9. 中村雅俊（2010年6月18日・19日）
10. 美輪明宏（2010年7月3日・4日）
11. 東儀秀樹（2010年7月10日・11日）
12. 津川雅彦（2010年7月17日・18日）
13. 坂東玉三郎（2010年8月7日・8日）
14. 黒木瞳（2010年9月10日・11日）特別編「ザ☆スター　オーラの秘密」（9月17･18日）
15. 五木ひろし（2010年10月8日・9日）
16. 桂三枝（現・六代目桂文枝）（2010年11月5日・6日）
17. 武田鉄矢（2010年12月3日・4日）
18. クルム伊達公子（2011年1月7日・8日）
19. 高橋英樹（2011年1月14日・15日）
20. 天童よしみ（2011年2月4日・5日）
21. 久石譲（2011年2月11日・12日）
22. 岩下志麻（2011年3月28日）